# 팔로워가 가장 많은 인스타그램 계정 목록
팔로워가 가장 많은 인스타그램 계정 목록 문서는 소셜 미디어 플랫폼 인스타그램에서 팔로워 수가 가장 많은 계정 50개를 보여주며, 각 수치는 가장 가까운 백만 단위로 반올림되어 있다. 가장 많은 팔로워를 보유한 계정은 인스타그램 자체 계정이다. 가장 많은 팔로워를 보유한 개인은 포르투갈의 축구 선수 크리스티아누 호날두이다.

## 목록
|  | 브랜드 계정을 나타낸다. |

| 사용자명            | 소유자                   | 팔로워 (백만 명) | 직업/활동                   | 국가             |
| ------------------- | ------------------------ | ---------------- | --------------------------- | ---------------- |
| @instagram          | 인스타그램               | 690              | 소셜 미디어 플랫폼          | 미국             |
| @cristiano          | 크리스티아누 호날두      | 660              | 축구 선수                   | 포르투갈         |
| @leomessi           | 리오넬 메시              | 505              | 축구 선수                   | 아르헨티나       |
| @selenagomez        | 셀레나 고메즈            | 419              | 음악가 및 배우              | 미국             |
| @kyliejenner        | 카일리 제너              | 393              | 미디어 인물                 | 미국             |
| @therock            | 드웨인 존슨              | 393              | 배우 및 레슬링 선수         | 미국             |
| @arianagrande       | 아리아나 그란데          | 375              | 음악가 및 배우              | 미국             |
| @kimkardashian      | 킴 카다시안              | 356              | 미디어 인물                 | 미국             |
| @beyonce            | 비욘세                   | 311              | 음악가 및 배우              | 미국             |
| @khloekardashian    | 클로이 카다시안          | 302              | 미디어 인물                 | 미국             |
| @nike               | 나이키                   | 300              | 스포츠웨어 다국적 기업      | 미국             |
| @lilbieber          | 저스틴 비버              | 294              | 음악가                      | 캐나다           |
| @kendalljenner      | 켄들 제너                | 287              | 미디어 인물                 | 미국             |
| @taylorswift        | 테일러 스위프트          | 281              | 음악가                      | 미국             |
| @natgeo             | 내셔널 지오그래픽 (잡지) | 278              | 잡지                        | 미국             |
| @virat.kohli        | 비라트 콜리              | 274              | 크리켓 선수                 | 인도             |
| @jlo                | 제니퍼 로페즈            | 248              | 음악가 및 배우              | 미국             |
| @neymarjr           | 네이마르                 | 230              | 축구 선수                   | 브라질           |
| @nickiminaj         | 니키 미나즈              | 225              | 음악가                      | 트리니다드토바고 |
| @kourtneykardash    | 코트니 카다시안          | 218              | 미디어 인물                 | 미국             |
| @mileycyrus         | 마일리 사이러스          | 212              | 음악가 및 배우              | 미국             |
| @katyperry          | 케이티 페리              | 204              | 음악가                      | 미국             |
| @zendaya            | 젠데이아                 | 178              | 배우 및 가수                | 미국             |
| @kevinhart4real     | 케빈 하트                | 177              | 코미디언 및 배우            | 미국             |
| @realmadrid         | 레알 마드리드 CF         | 176              | 축구 클럽                   | 스페인           |
| @iamcardib          | 카디 비                  | 163              | 음악가 및 배우              | 미국             |
| @kingjames          | 르브론 제임스            | 159              | 농구 선수                   | 미국             |
| @ddlovato           | 데미 로바토              | 153              | 음악가 및 배우              | 미국             |
| @badgalriri         | 리한나                   | 149              | 음악가                      | 바베이도스       |
| @chrisbrownofficial | 크리스 브라운            | 144              | 음악가                      | 미국             |
| @champagnepapi      | 드레이크                 | 142              | 음악가                      | 캐나다 미국      |
| @fcbarcelona        | FC 바르셀로나            | 141              | 축구 클럽                   | 스페인           |
| @ellendegeneres     | 엘런 드제너러스          | 136              | 코미디언 및 텔레비전 진행자 | 미국             |
| @billieeilish       | 빌리 아일리시            | 124              | 음악가                      | 미국             |
| @k.mbappe           | 킬리안 음바페            | 124              | 축구 선수                   | 프랑스           |
| @championsleague    | UEFA 챔피언스리그        | 121              | 클럽 축구 대회              | 유럽             |
| @gal_gadot          | 갈 가도트                | 108              | 배우                        | 이스라엘         |
| @lalalalisa_m       | 리사                     | 106              | 음악가                      | 타이             |
| @vindiesel          | 빈 디젤                  | 103              | 배우                        | 미국             |
| @nasa               | 미국 항공 우주국         | 96.4             | 우주국                      | 미국             |
| @narendramodi       | 나렌드라 모디            | 95.9             | 인도 총리 (2014년~현재)     | 인도             |
| @shraddhakapoor     | 슈라다 카푸르            | 93.7             | 배우                        | 인도             |
| @shakira            | 샤키라                   | 92.5             | 음악가                      | 콜롬비아         |
| @priyankachopra     | 프리양카 초프라          | 92.3             | 배우                        | 인도             |
| @nba                | NBA                      | 90.7             | 프로 농구 리그              | 미국 캐나다      |
| @snoopdogg          | 스눕 독                  | 88.3             | 음악가                      | 미국             |
| @davidbeckham       | 데이비드 베컴            | 88.1             | 전 축구 선수                | 영국             |
| @dualipa            | 두아 리파                | 87.6             | 음악가                      | 영국 알바니아    |
| @jennierubyjane     | 제니                     | 87.3             | 음악가                      | 대한민국         |
| @aliaabhatt         | 알리아 바트              | 86.3             | 배우                        | 인도             |
| 2025년 6월 4일 기준 |                          |                  |                             |                  |

## 같이 보기
- 구독자가 가장 많은 유튜브 채널 목록
- 유튜브 최다 조회수 영상 목록